# Antoni Zaleski (literat)
Antoni Zaleski, ps. Baronowa X Y Z (ur. 2 maja 1858 w Stodulcach na Podolu, zm. 9 sierpnia 1895 w Warszawie) – polski pisarz i publicysta.

## Życiorys
Był synem właściciela majątku ziemskiego na Podolu. 
Ukończył gimnazjum realne w Krakowie. Studiował na Politechnice Czeskiej w Pradze, skąd pisał do „Gazety Polskiej” Listy z Pragi. Po przyjeździe w 1879 do Warszawy został współpracownikiem tego dziennika. W 1882 został współzałożycielem i wydawcą „Słowa“. Współpracował także z „Czasem“ i „Echem“. 
Był autorem głośnej dwutomowej, opublikowanej pod pseudonimem książki Towarzystwo warszawskie. Listy do przyjaciółki, przez Baronową X Y Z (1886–1887, pierwotnie drukowanej w odcinkach w krakowskim „Czasie“) w której przedstawił wizerunek elit towarzyskich i literackich miasta. Rosyjskiej cenzurze nie udało się zidentyfikować autora.
Był autorem szkiców Z wycieczki na Wschód, w której towarzyszył Henrykowi Sienkiewiczowi (1887) oraz powieści Pan Radca (1891, z Włodzimierzem Zagórskim).
Został pochowany w katakumbach na cmentarzu Powązkowskim w Warszawie.

## Rodzina
W 1887 ożenił się z Zofią Szydłowską. Miał syna i córkę.
Jego wnuczką była Teresa Janasz.